# Thorgal Aegirsson
Pour les articles homonymes, voir Thorgal (homonymie).
Thorgal Aegirsson est le personnage principal de la série de bande dessinée Thorgal et de ses dérivées Les Mondes de Thorgal et Thorgal Saga.
Héros aux origines inconnues au début de la saga, il est élevé parmi les Vikings. Il connaîtra une destinée hors du commun des mortels et luttera toute sa vie pour la liberté, pour lui et sa famille, qui n'aura de cesse de s'agrandir au fil des albums.

## Biographie fictive

### Enfance et origine
Thorgal nait en pleine mer lors d'une nuit de tempête, et est abandonné dans un petit radeau insubmersible. La petite embarcation croise miraculeusement la route d'une expédition viking menée par Leif Haraldson, qui recueille alors le nouveau-né et lui donne le nom de Thor-gal « envoyé de Thor » Aegir-sson « fils d'Aegir ». L'enfant grandit sous la protection de Leif, chef aimé et respecté des vikings du nord, mais souffre d'être régulièrement mis à l'écart par les autres enfants à cause de ses origines inconnues.

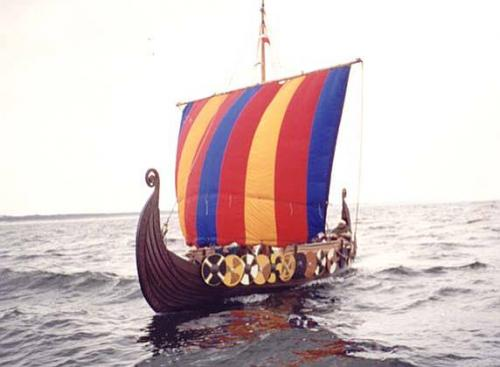
Un drakkar comme celui qui recueillit Thorgal bébé

Alors âgé d'à peine six ans, il s'assoupit au bord de la mer et fait un rêve étrange, au cours duquel il vient en aide à un nain nommé Tjahzi et parvient, dans un autre monde, à sauver son peuple du joug du terrible serpent Niddhog. Malheureusement Thorgal est tué au cours de l'aventure, et Tjahzi, qui pleure la perte de son ami, voit arriver la grande déesse Frigg qui ressuscite l'enfant. Thorgal se réveille alors et apprend qu'une jeune fille est née avec des perles en forme de larmes dans les mains, Aaricia.

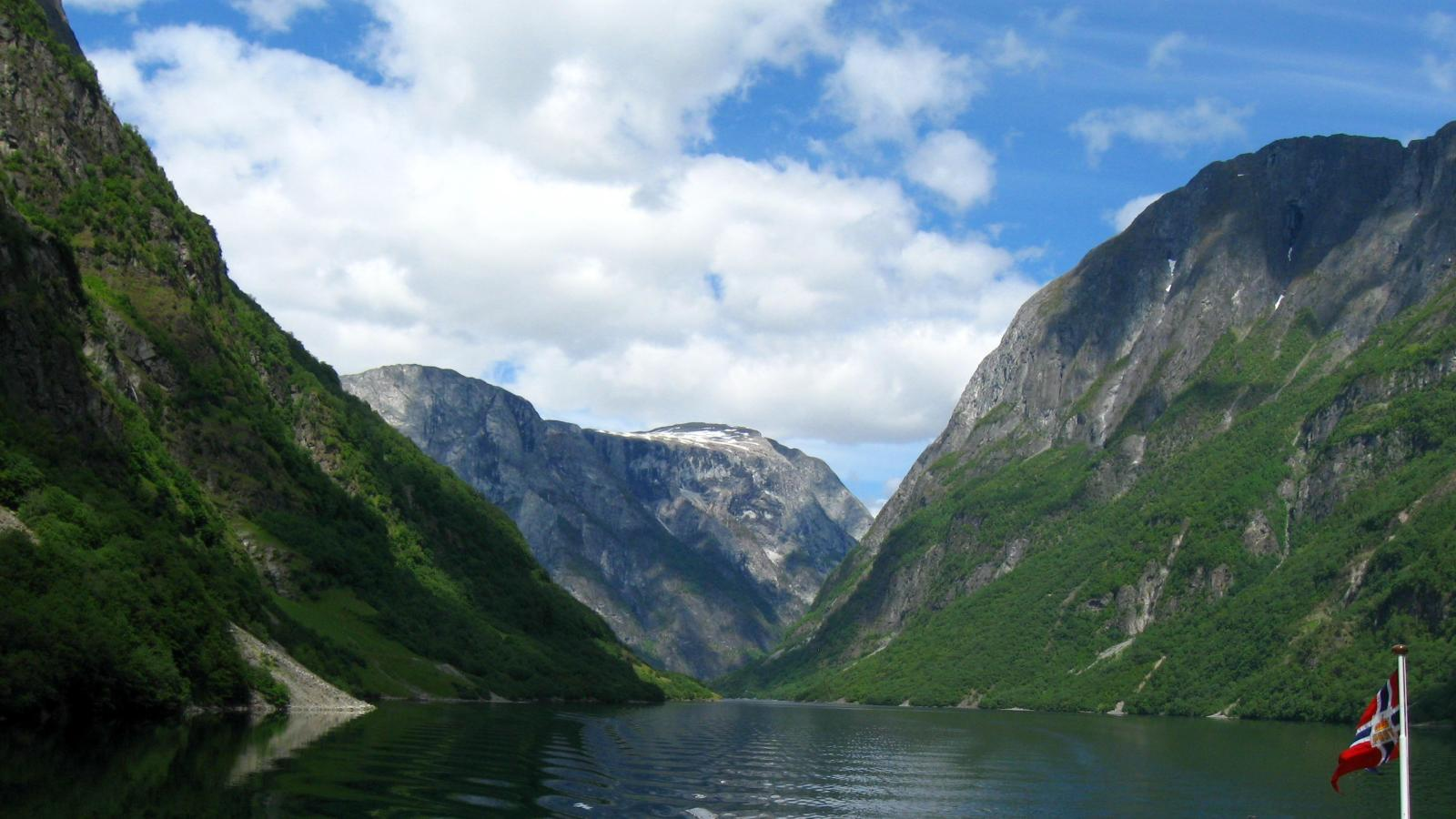
Un fjord norvégien, décor où grandit Thorgal

Lorsque Thorgal est âgé d'environ dix ans, il part seul à la rencontre d'une sorte de dieu vivant sur Terre, qui lui raconte l'histoire de ses origines. Dans un étrange vaisseau flottant dans les étoiles en direction de la Terre, des hommes et des femmes, à la technologie avancée et aux capacités surnaturelles s'affrontent pour savoir comment s'installer sur la planète, qui leur appartenait avant qu'ils ne soient contraints de la fuir à cause d'un cataclysme. La majorité, commandée par Varth, souhaite reprendre la Terre par la force, alors que Xargos refuse cette voie. Haynée, fille de Xargos mais amoureuse de Varth se range aux côtés de ce dernier. Un duel s'ensuit au cours duquel Varth l'emporte et Xargos est exilé. Mais le vaisseau s'abîme dans le grand Nord lors de l'atterrissage, et Varth et Haynée tentent de s'échapper lors d'une nuit de tempête au cours de laquelle la jeune femme accouche prématurément. Sentant qu'ils sont perdus, le couple décide de sauver leur enfant en l'abandonnant dans un radeau insubmersible. Thorgal sait enfin qui sont ses parents, et comprend que le dieu n'est autre que Xargos, son propre grand-père. Mais celui-ci ne veut pas que Thorgal souffre de ses différences et souhaite qu'il vive normalement parmi les autres hommes. Il lui retire alors le souvenir de ses origines en même temps que les capacités surnaturelles qu'il aurait dû posséder, de par son appartenance au peuple des étoiles. Le jeune héros, qui a tout oublié, est ensuite retrouvé par Leif.

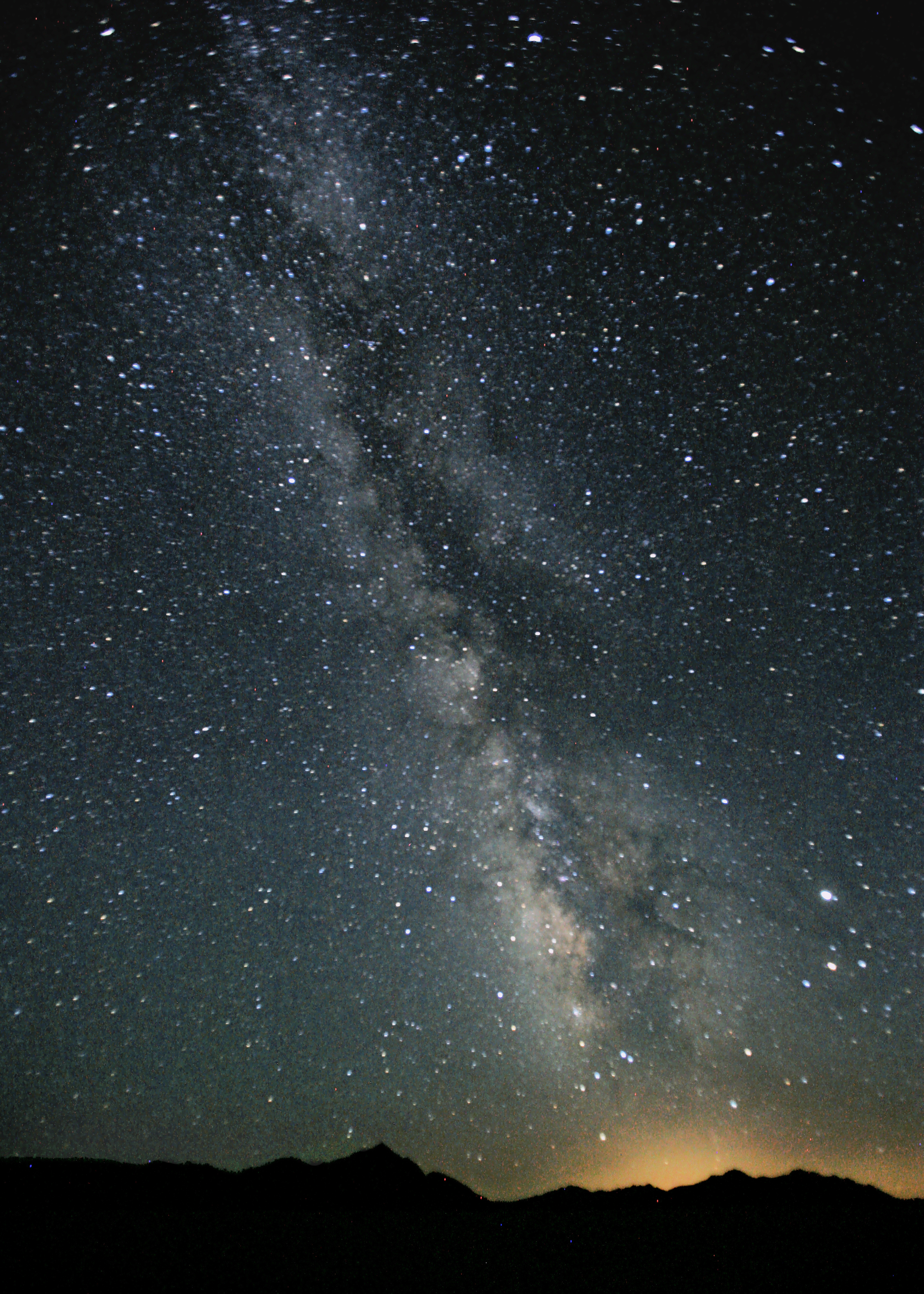
Les étoiles, qui révéleront au héros ses origines

Plus tard, Thorgal fait partie d'une expédition à la recherche d'Aaricia. La jeune fille, âgée d'à peine quelques années, a appris que sa mère était partie pour un long voyage sans retour, et a décidé de partir seule à sa recherche. Elle ne devra sa survie qu'à l'intervention du jeune garçon.
Thorgal est âgé d'environ onze ans lorsque son père adoptif, Leif Haraldson, chef, fils de chef et petit-fils de chef, meurt glorieusement l'épée à la main. Les vaillants vikings du nord, et surtout Thorgal, sont profondément émus, mais Gandalf-le-fou, un guerrier craint et respecté, s'approprie alors les terres de Leif qui revenaient pourtant de droit à Thorgal, et celui-ci est contraint de fuir en plein hiver. Aaricia, fille de Gandalf, et Hiérulf-le-penseur, représentant de l'Althing, parviennent cependant à convaincre le nouveau roi des vikings du nord de laisser la vie sauve à Thorgal. Mais ce dernier doit vivre comme un scalde à l'écart du village.
Thorgal est un tout jeune adolescent lorsqu'il défie Bjorn, fils gâté du roi Gandalf et frère d'Aaricia. Les deux jeunes hommes sont contraints de se battre lors d'un duel absurde organisé par Gandalf, mais l'intervention d'Aaricia permet de sauver à la fois son frère et celui qu'elle aime.

### Les mers gelées

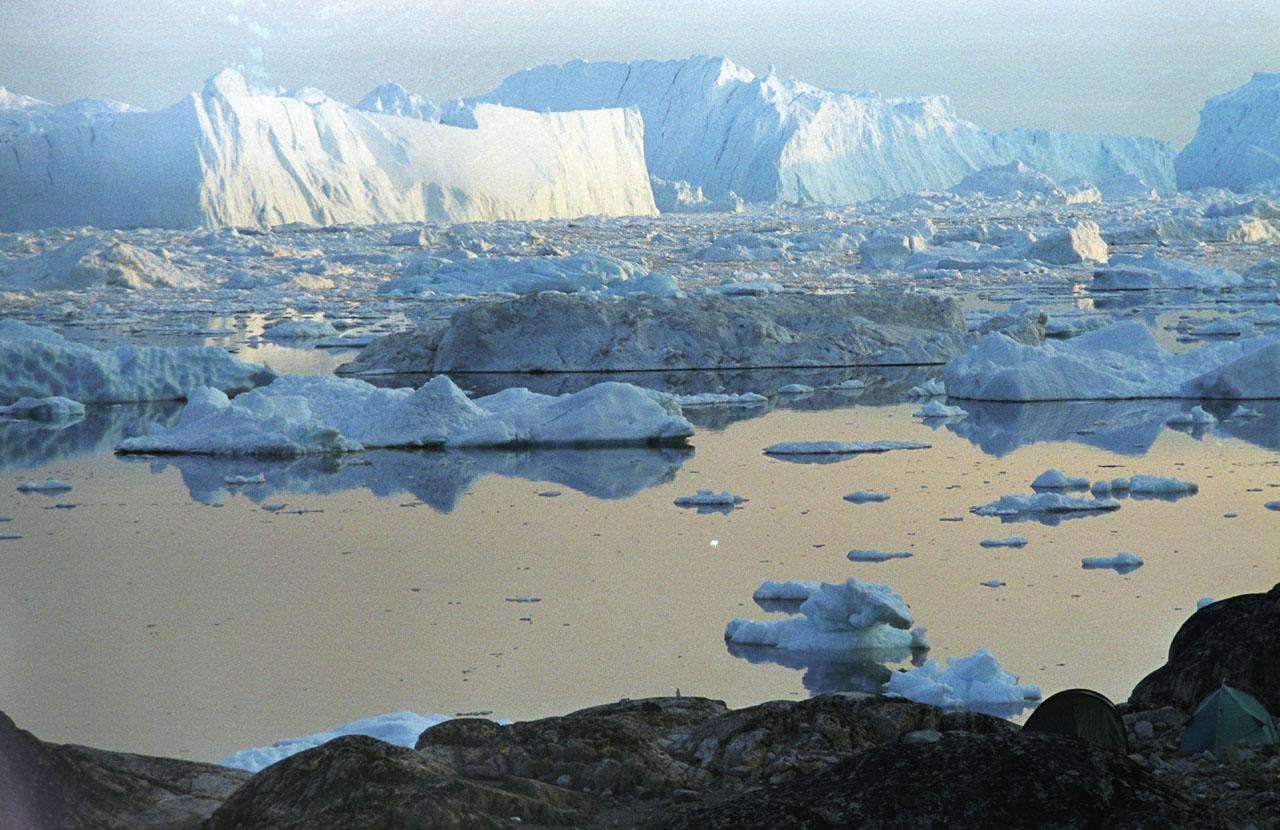
Les mers gelées, cadre des aventures de Thorgal et Bjorn

Thorgal, devenu jeune adulte, est arrêté et condamné à mort par Gandalf-le-fou devant sa propre fille. Mais le héros est sauvé de justesse par une femme mystérieuse aux cheveux roux, accompagnée d'un loup. En échange elle exige qu'il se mette à son service durant un an, et une des premières missions de Thorgal sera de s'emparer d'artefacts magiques servant à contrôler Gandalf-le-fou. Le trio Thorgal, Gandalf et Slive, la mystérieuse magicienne rousse, se dirigent vers les côtes des mers gelées quand ils subissent une attaque de pillards, au cours de laquelle Gandalf s'enfuit. Slive et Thorgal finissent par retrouver sa trace au bord de la mer, mais le roi, gravement blessé à la suite d'une attaque de loups, ne peut plus se défendre et est aidé par sa fille Aaricia. Thorgal et Aaricia apprennent alors que Slive est la reine du mystérieux territoire des mers gelées, où de nombreux vikings disparaissent régulièrement. Gandalf, souhaitant s'approprier ses terres, la captura et l'implora de l'épouser durant dix longues années, avant que la magicienne ne parvienne à s'évader. Lorsque Slive ordonne à Thorgal d'achever Gandalf, il refuse et elle décide finalement de repartir vers les mers gelées, après avoir rappelé à Thorgal qu'il lui doit toujours onze mois de ses services.
Thorgal et Aaricia sont sur le point de se marier, Gandalf-le-fou ayant finalement accepté leur union, lorsque la jeune femme est enlevée par trois grands aigles, qui l'amènent jusqu'à un seigneur masqué. Une expédition de secours est montée en toute hâte par les vikings à laquelle participent Thorgal, Bjorn, frère d'Aaricia et Jorund-le-taureau, un colosse viking. Mais les choses ne se passent pas comme prévu, Jorund et ses hommes sont capturés par le seigneur aux trois aigles, et Thorgal et Bjorn, abandonnés au milieu des glaces, sont recueillis par des indigènes. Ceux-ci leur racontent des événements troublants : Il y a longtemps, un peuple est arrivé du ciel, les dominants, puis a réduit leur population en esclavage dans des mines de charbon. Les indigènes, Thorgal et Bjorn décident de libérer les esclaves et de renverser les dominants en affrontant leur chef, le seigneur aux trois aigles. Celui-ci est tué par Bjorn, qui est à son tour tué par les aigles. Thorgal découvre alors, stupéfait, que le seigneur masqué est la fille de Slive. Le héros libère alors les esclaves des mines, et parmi eux les vikings, dont Jorund. Thorgal entre ensuite seul dans le palais des dominants, en réalité un vaisseau spatial écrasé, retrouve Aaricia et se confronte avec la dernière occupante des lieux, Slive. Celle-ci lui révèle alors que son peuple est arrivé des étoiles après avoir fui la Terre lors d'un cataclysme. Mais leur vaisseau s'abîma à l'atterrissage, et ils survécurent grâce au travail des esclaves, avant de succomber les uns après les autres à une épidémie foudroyante. Un couple tenta néanmoins de s'échapper de cette prison mais fut pris dans une tempête au cours de laquelle la femme accoucha d'un garçon, et, pour le sauver, l'abandonna dans un petit radeau. L'enfant fut recueilli et élevé par les vikings. Pour sauver leur race, Slive tenta de retrouver l'enfant pour le marier à sa fille, mais les choses ne se sont pas déroulées comme prévu. Et aujourd'hui, Slive et Thorgal sont désormais les derniers représentants sur Terre du peuple des étoiles. Slive conclut ces révélations en se retirant dans les pénombres pour attendre la mort, et Thorgal et Aaricia rentrent chez eux avec les Vikings libérés.

### Premiers voyages
Après s'être enfin mariés, Thorgal et Aaricia, quittent la terre des vikings et errent dans des contrées sauvages et perdues. Ils découvrent alors un lieu étrange, le pays d'Aran, où Aaricia est piégée par les maîtres des lieux, trois mystérieux vieillards masqués qui se font appeler les bienveillants par une population soumise et asservie, et Thorgal tentera tout pour la délivrer. Il sera contraint de participer à un tournoi sortant de l'ordinaire au cours duquel il fera la rencontre de personnages, tantôt amis comme la sublime gardienne des clés, tantôt ennemis comme le fourbe Volsung de Nichor. Et récupérera une clé qui l'amènera dans un autre monde. Il finit par mettre fin au règne des bienveillants et retrouve sa femme.

Les deux amants poursuivent leur route et, lorsqu'Aaricia tombe enceinte, ils sont accueillis dans un village côtier de paysans, où ils coulent des jours heureux. Mais la fille du chef du village, Shaniah, tombe amoureuse de Thorgal, qui la repousse. Lorsqu'une troupe de cavaliers en armure menée par un Jarl nommé Ewing arrive au village à la recherche d'un fugitif, Shaniah se venge en accusant Thorgal d'avoir secouru le prisonnier évadé. Notre héros est alors emmené sans ménagement devant Aaricia, impuissante, jusqu'à la côte où les attend une galère entièrement noire. Là le maître du vaisseau, le prince Véronar, fils du roi Shardar de Brek Zarith, fait enfermer Thorgal avec les autres galériens. Le héros connait l'enfer de la vie de galérien, jusqu'à ce qu'il déclenche une révolte. Arrêté, il se retrouve en privé avec Ewing, qui lui révèle ses véritables intentions, s'allier avec lui et Galathorn, le prisonnier évadé et héritier destitué de Brek Zarith, pour faire tomber Véronar, qu'il hait. Mais le prince les surprend et les condamne à mort. Ils ne doivent leur sursis qu'à une attaque de vikings du nord, menés par leur nouveau roi Jorund-le-taureau, au cours de laquelle Véronar trouve la mort et Ewing s'enfuit. Après de chaleureuses retrouvailles, Jorund débarque Thorgal près de son village. Mais Thorgal découvre horrifié que celui-ci a été entièrement brûlé et ses habitants tués par Ewing. Celui-ci déclare à Thorgal qu'il voulait capturer Aaricia pour le contraindre à s'allier avec lui, mais elle a préféré s'enfoncer et disparaître dans la mer. Lors d'un duel, Thorgal tue Ewing et laisse là Shaniah, seule survivante du massacre.

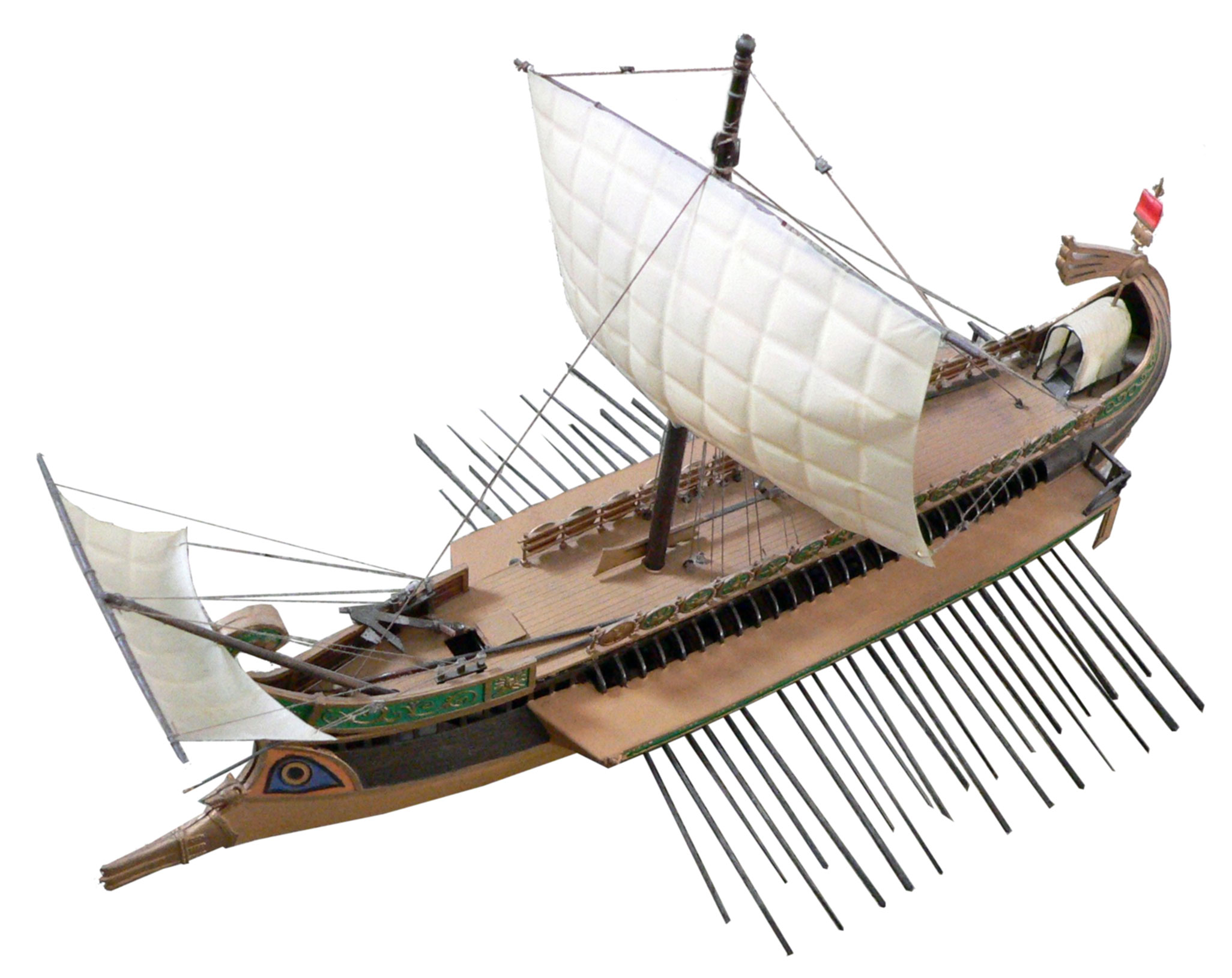
Une galère romaine semblable à celle où sera enfermé Thorgal

Un an a passé. Thorgal, incapable de survivre à la perte de son épouse, n'est plus qu'une loque en haillons, assisté par Shaniah qui s'accroche désespérément à lui. Le malheureux couple essuie les railleries quotidiennes de villageois lorsqu'ils sont approchés par un mystérieux vieillard du nom de Wargan. L'homme est intéressé par la mystérieuse clé que Thorgal porte autour du cou, la clé du deuxième monde, mais ils sont agressés par les villageois, avant de prendre la fuite, aidé par un nouvel allié. Celui-ci se présente à Thorgal et Shaniah, Galathorn, et leur propose un marché, aider Thorgal à retrouver Aaricia qu'il croyait morte. Et en échange Thorgal l'aidera à récupérer le trône de Brek Zarith. Mais pour sauver Aaricia sur le point de mourir, Wargan ne voit qu'une solution, aller jusqu'au royaume interdit des morts, grâce à la clé du deuxième monde, pour la ramener. Thorgal, qui reprend espoir à l'écoute des deux hommes, accepte. Toujours accompagné de Shaniah, notre héros franchit, à l'aide de sa clé les différents obstacles qui le séparent du royaume des ombres. Les deux héros se retrouvent alors dans un monde vide, noir et parcouru de millions de fils, face à un être cadavérique. Celui-ci accepte de guérir Aaricia, mais demande une autre vie en échange, ce que Thorgal refuse mais Shaniah accepte, tranchant un fil au hasard. Les deux jeunes gens se retrouvent perdus dans un labyrinthe souterrain, et après s'être embrassés pour la première fois, sont aidés à en sortir par la gardienne des clés, qui récupère sa clé. Mais alors qu'ils s'approchent de la sortie, Shaniah se retrouve coincée, et ils comprennent avec effroi qu'elle ne peut sortir car elle est déjà morte. Thorgal assiste, impuissant, à l'envol de l'âme de celle qui l'a toujours aimé. À la surface, il retrouve Wargan et Galathorn, qui l'attendaient, mais les deux hommes ne semblent pas se souvenir de Shaniah.
Après avoir allié Galathorn et les vikings de Jorund-le-taureau pour une attaque frontale de Brek Zarith, Thorgal, de son côté, s'infiltre dans la forteresse de Brek Zarith. Il retrouve enfin Aaricia, mais celle-ci ne peut partir sans leur fils, Jolan, et assomme Thorgal. Lorsque le héros se réveille, tous les habitants du palais sont morts, et Jorund débarque avec son armée, accompagné de Galathorn. Thorgal comprend que Shardar a empoisonné ses sujets avant de prendre la fuite avec Aaricia et son enfant. Jorund part chercher son butin, le fabuleux trésor de Brek Zarith, mais tombe dans un piège qui le précipite avec l'or dans les profondeurs de la Terre. Thorgal part à la poursuite de Shardar. Ce dernier explique son plan à Aaricia, rebâtir un empire grâce aux pouvoirs de Jolan, mais la jeune femme, paniquée, fait basculer accidentellement Shardar dans le vide. Thorgal, Aaricia et Jolan laissent alors Galathorn à son nouveau royaume vide, et partent en mer vers de nouveaux horizons.
La famille Aegirsson finit par s'installer sur une île déserte de la mer grise. Thorgal doit parfois s'absenter pour aller chercher des provisions sur le continent, et au cours d'une de ces absences les énigmatiques pouvoirs latents de Jolan se manifestent. Se sentant seul, l'enfant découvre alors un ami un peu plus âgé que lui aux cheveux verts, du nom d'Alinoë. Mais celui-ci inquiète fortement Aaricia et, lorsqu'il devient incontrôlable, elle comprend l'effroyable vérité, Alinoë a été "créé" inconsciemment par Jolan... Ils ne devront leur salut qu'à l'intervention de Thorgal.

### Kriss de Valnor et le Pays Qâ
Lors d'une de ses excursions sur le continent Thorgal fait la rencontre d'un jeune homme impétueux et un peu irresponsable, Tjall-le-fougueux, et de son oncle, l'armurier unijambiste Arghun-Pied d'arbre, avec qui il se lie d'amitié. Mais pour récupérer le matériel qu'il a perdu à cause de Tjall, Thorgal a besoin d'argent. Or ses amis lui apprennent qu'ils vont participer à un concours d'archers au cours duquel s'affronteront les meilleurs archers du pays et où une forte somme est en jeu. Lors du tournoi, ils font la rencontre d'un couple de bandits, la jeune et belle Kriss de Valnor et le colosse Sigwald-le-brûlé. La jeune femme est contrainte de s'allier avec Thorgal pour le tournoi malgré leurs inimitiés, pendant que Tjall s'allie avec son oncle. Tous montrent d'exceptionnels talents d'archer, mais le quatuor finira à égalité. Kriss de Valnor leur vole néanmoins la mise et s'enfuit avec son compagnon. Partis à sa recherche, Thorgal et Tjall finissent par tomber sur des guerriers calédoniens qui ont tué Sigwald et encerclé Kriss. Thorgal parvient à sauver Kriss d'une mort certaine, qui s'enfuit, et récupère une partie de la bourse. Il invite alors ses amis à l'accompagner sur son île. 

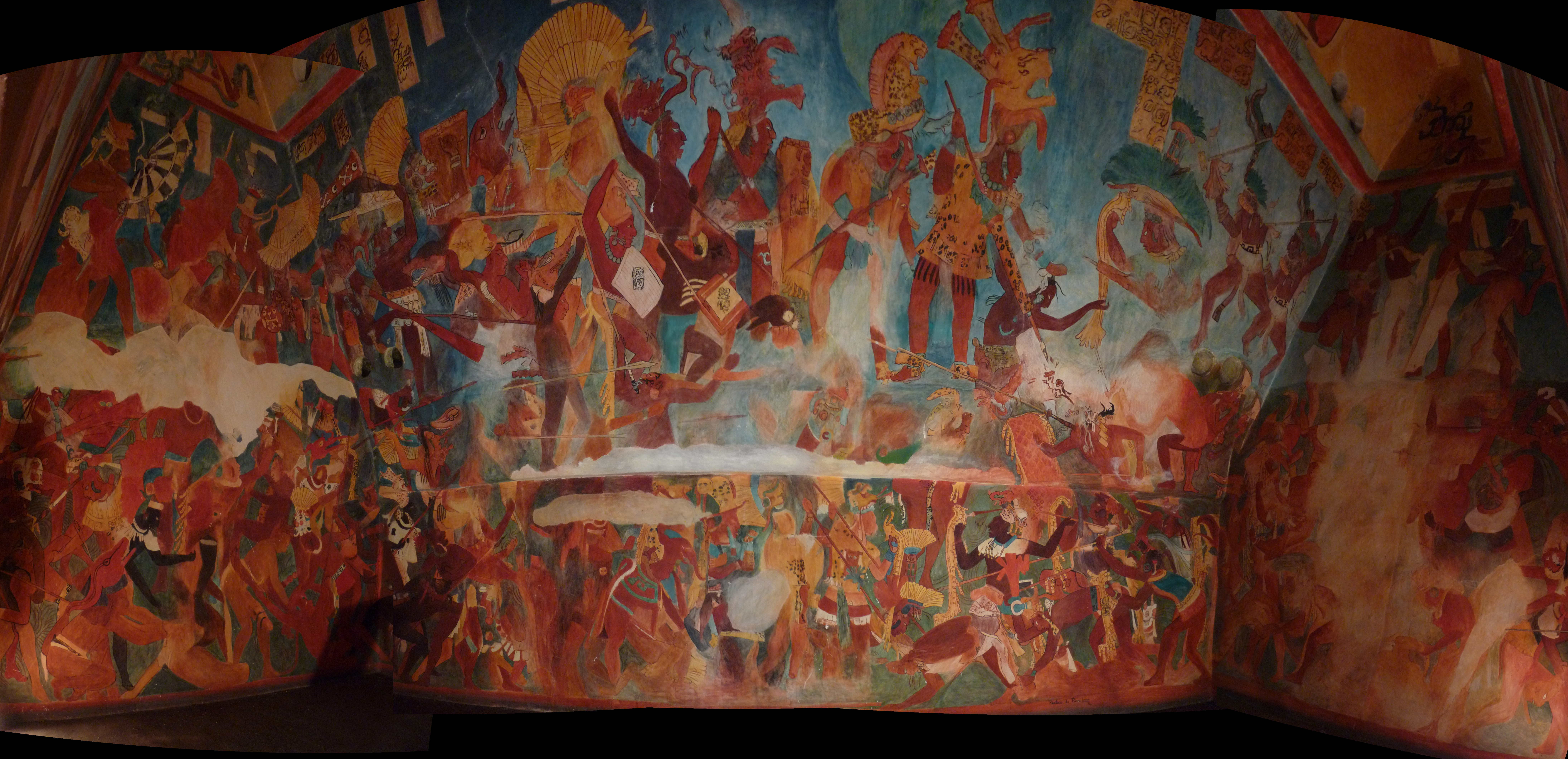
Fresques de Bonampak représentant des scènes de guerre entre Mayas, comme celles auxquelles assisteront les héros

Thorgal, Aaricia, Jolan, Tjall et Arghun coulent des jours paisibles sur l'île assoupie par l'hiver. Mais le repos est de courte durée, des bandits débarquent et enlèvent Arghun et Jolan. Thorgal, Aaricia et Tjall découvrent que leur commanditaire n'est autre que Kriss de Valnor, qui a besoin d'eux pour une mission hautement périlleuse dans un pays lointain, le Pays Qâ. N'ayant d'autre choix que d'accepter sous peine de perdre leurs proches, ils embarquent sur un étrange bateau volant qui les fait franchir la grande eau, et au cours duquel on leur expose le but de leur mission : Le peuple du pays Qâ est à feu et à sang depuis qu'un étrange dieu inconnu à la peau blanche, Ogotaï, a surgi de la mer et entrepris de conquérir le pays. Pour cesser cette folie, les peuples encore libres, les Xinjins, ont besoin des meilleurs aventuriers pour s'emparer du casque d'Ogotaï, source de sa puissance. Thorgal, Tjall, Aaricia et Kriss sont alors débarqués devant la statue d'une déesse, la déesse-sans-nom, qui trouble profondément Thorgal. Le groupe est alors laissé à lui-même dans la jungle hostile du pays Qâ.

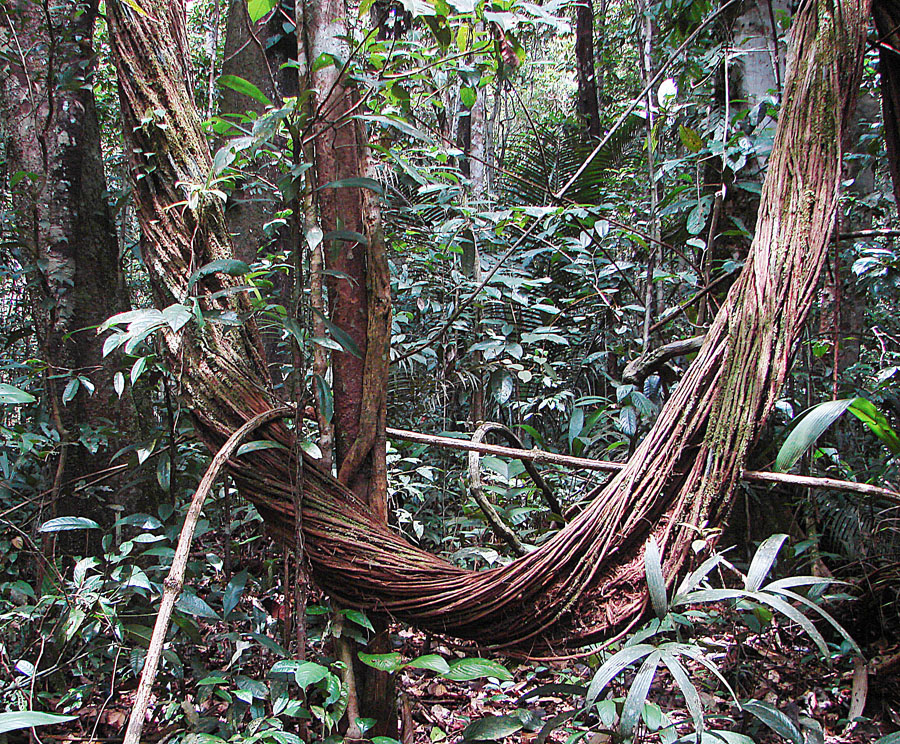
La jungle du pays Qâ

Le quatuor progresse péniblement dans des conditions difficiles, et les tensions entre eux sont de plus en plus fortes. Kriss séduit et manipule Tjall, et ils abandonnent Thorgal, tombé gravement malade, et Aaricia. Pendant ce temps, Jolan et Pied d'arbre vivent captifs chez les Xinjins où l'enfant y fait la connaissance de Tanatloc, dieu aveugle protecteur des Xinjins et de la même race qu'Ogotaï. Le dieu lui apprend qu'il est Xargos, le grand-père de Thorgal, et donc son arrière grand-père, et qu'Ogotaï est Varth, le père de Thorgal. Il apprend également à Jolan comment contrôler ses fabuleux pouvoirs, qui lui permettent de manipuler la matière de toutes choses. Ils s'en servent pour guérir Thorgal à distance, avant que Tanatloc ne succombe malheureusement à son âge avancé. Thorgal, qui croit être miraculeusement guéri, repart en route avec Aaricia, non sans avoir retrouvé, très méfiant, Tjall et Kriss. Le groupe est enfin en vue de Mayaxatl, la cité d'Ogotaï.

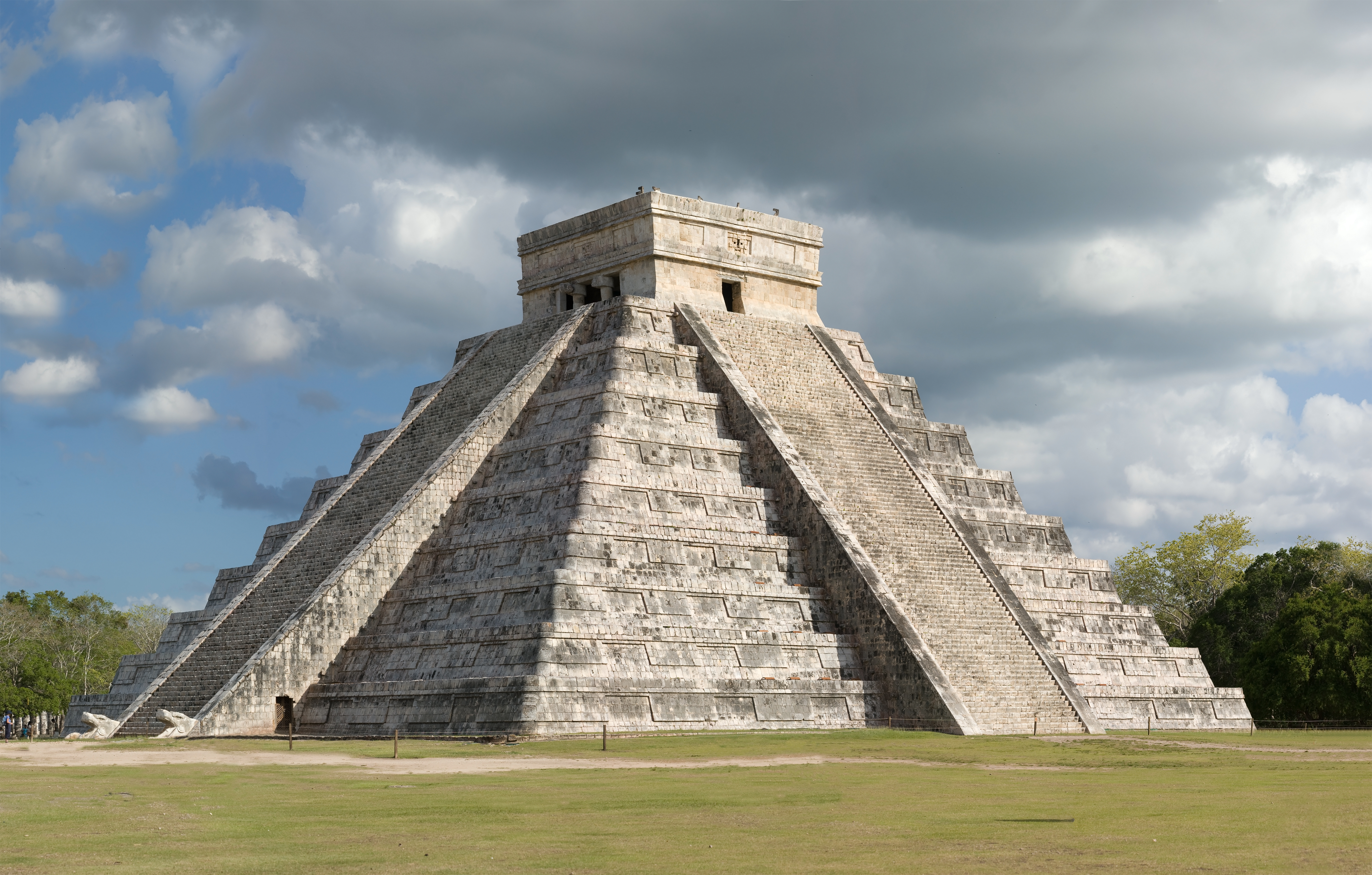
Pyramide à degré Maya, proche de celle d'Ogotaï

Dans les bas-fonds de Mayaxatl, Thorgal et Kriss de Valnor traitent avec un allié providentiel, le commandant Hog, propre chef des escadres volantes de Mayaxatl. Mais lorsque Thorgal comprend que le but réel de sa mission est d'assassiner Ogotaï, il refuse et préfère s'enfuir retrouver Jolan et Pied d'arbre. Poursuivi dans les ruelles de la ville, Thorgal, troublé par des symboles lui rappelant son passé, est finalement capturé et jeté dans un cachot humide. Là il se remémore en partie ses troublantes origines. Aaricia et Tjall sont capturés par les gardes de Mayaxatl, mais le jeune homme parvient à s'enfuir. Aaricia et Thorgal sont alors emmenés pour être sacrifiés sur l'autel de la grande pyramide d'Ogotaï, devant Hog et Kriss. Mais le couple est sauvé au dernier moment par Tjall au prix de sa propre vie. Aaricia, Hog et Kriss sont contraints de fuir dans le temple d'Ogotaï, pendant que Thorgal pleure son compagnon perdu. C'est alors que la déesse-sans-nom s'adresse à lui. Dans le labyrinthe du temple, Hog meurt dans un piège atroce, Aaricia disparait et Kriss se retrouve face à face avec le dieu. Ogotaï, devant l'absence de peur de Kriss, lui fait alors vivre son pire cauchemar en la faisant vieillir de cent ans. Alors qu'Ogotaï décide de partir à la conquête de la Terre entière en compagnie d'Aaricia, il est arrêté par Thorgal, aidé par l'esprit de la déesse-sans-nom qui est en fait sa propre mère, Haynée. Thorgal affronte alors Ogotaï-Varth, lui révélant qu'il est son propre fils. Mais le vieil homme, devenu fou, tente de tuer Thorgal avant d'être abattu par la vieille Kriss de Valnor. Au moment de mourir, Varth reconnait enfin son fils. Thorgal, Aaricia et la vieille Kriss s'échappent de cette cité maudite par un bateau volant, pour retrouver Jolan et Pied d'arbre.

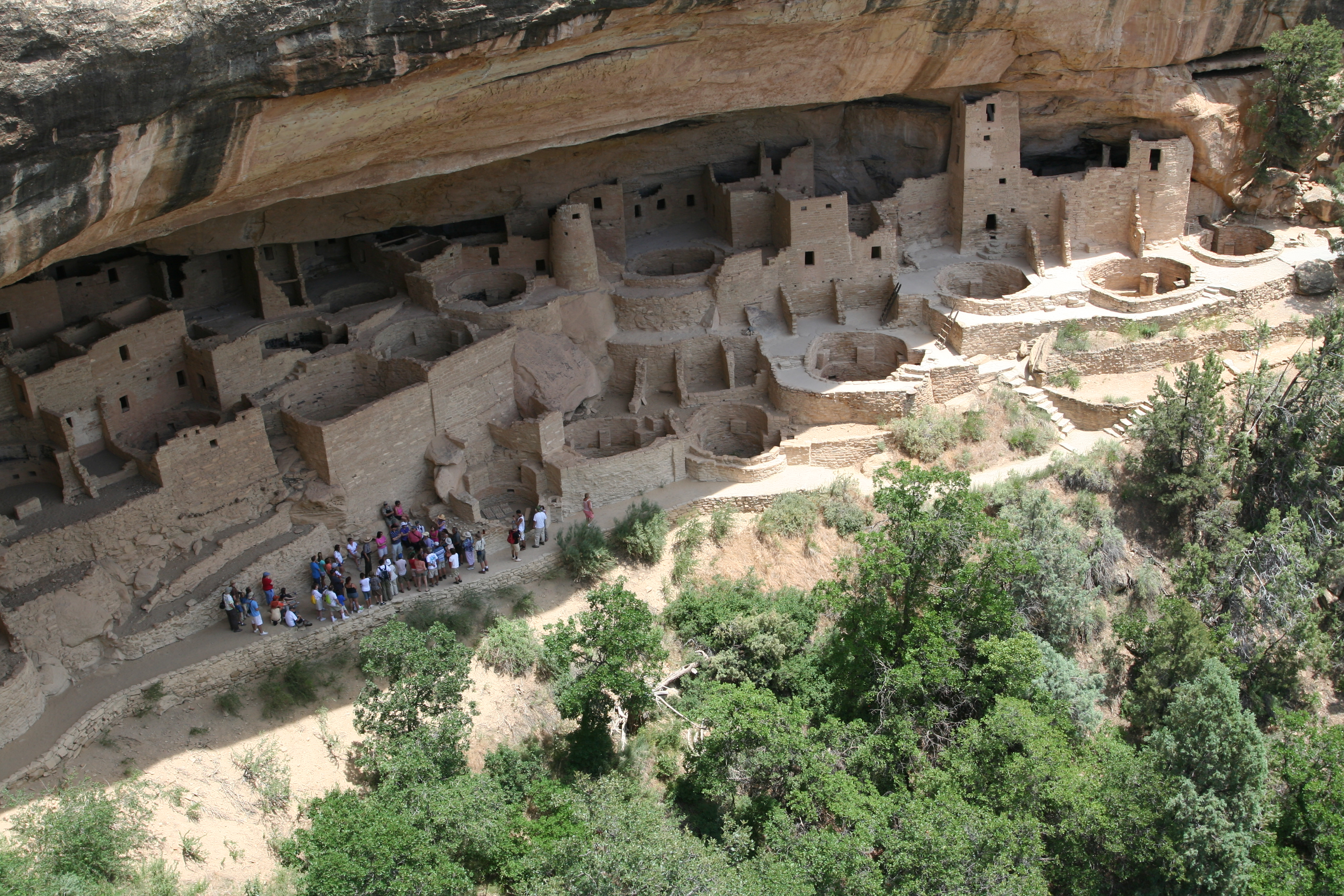
Le site de Cliff Palace dans le Parc national de Mesa Verde, semblable au village des Xinjins

Thorgal, Aaricia et Pied d'arbre vivent chez les Xinjins, tentant d'oublier les événements tragiques récents. Mais un complot se déroule chez les Xinjins pour prendre le pouvoir en utilisant Jolan comme nouveau dieu. Les meneurs du complot se débarrassent d'Aaricia, Thorgal et Pied d'arbre en les abandonnant dans la bouche du soleil, les condamnant à une mort lente et douloureuse. Ils parviennent à s'enfuir grâce à Thorgal et les compagnes de Pied d'arbre, pendant que Jolan parvient à réaliser l'exploit de rajeunir Kriss de Valnor, qui s'enfuit avec lui et l'or des Xinjins. Les comploteurs sont finalement arrêtés, Thorgal délivre son fils et parviennent à rejoindre la côte où les attend le bateau qui les ramènera chez eux. Pied d'arbre, qui s'est finalement habitué au pays, préfère rester, pendant que Kriss de Valnor semble se perdre définitivement dans le désert.

### Le retour au pays
Le couple attend un nouvel enfant, et Aaricia souhaite qu'il naisse sur sa terre natale. Thorgal laisse sa femme et son jeune fils en lieu sûr, sur la côte, pendant qu'il tente de rallier le village des vikings du nord par l'intérieur des terres pour ramener un drakkar. Mais la route est longue et difficile dans les montagnes désolées de la Norvège médiévale en plein hiver. Le héros tombe sur une mystérieuse bergerie isolée et une bague aux pouvoirs extraordinaires, qui lui feront vivre une aventure unique à travers le temps.
La petite famille Aegirsson arrive enfin en vue du village des vikings du nord, mais le retour ne s'annonce pas aussi tranquille que prévu. Le chef d'une bande de pillards sauvages et sanguinaires se fait passer pour un respectable roi viking et tente de faire main basse sur toute la région. Le bandit verra d'un très mauvais œil l'arrivée inattendue de Thorgal et sa famille, héritiers du trône des vikings du nord. L'aventure verra surtout la naissance du nouvel enfant de la famille Aegirsson, dans des circonstances très particulières, la petite fille Louve.
Installé avec sa famille au village des vikings du nord, Thorgal voit soudain réapparaître d'anciennes connaissances. À la fin de cette aventure, Thorgal prend une décision lourde de conséquences. Persuadé que la malédiction des dieux le poursuivra toujours, le héros décide de quitter sa famille.

### Shaïgan-sans-merci
Thorgal erre dans des contrées inconnues, lorsqu'il se retrouve impliqué dans un conflit armé entre rebelles et tyran local. Mais ce dernier a une particularité troublante, il fait régner la terreur grâce à une arme magique redoutable, dont l'origine pourrait bien être liée avec le passé de Thorgal. Le héros retrouve également une vieille connaissance, Kriss de Valnor.
Thorgal continue son errance, mais avec la compagnie plus ou moins imposée de Kriss. Le héros commence à regretter d'avoir quitté les siens et décide de rentrer chez lui. Mais il fait la rencontre d'une vieille femme étrange qui lui explique qu'il peut obtenir la vie tranquille dont il rêve, mais il doit d'abord affronter ses propres souvenirs dans une dimension étrange. Au terme de cette aventure, Thorgal est enfin oublié des dieux mais il se retrouve amnésique, et la perfide Kriss de Valnor en profite en lui faisant croire qu'il s'appelle Shaïgan-sans-merci et qu'elle est sa femme...
Durant plusieurs années, Kriss de Valnor et Shaïgan-sans-merci écument la mer grise à la tête d'une bande de pirates. Celui qui était autrefois un héros exemplaire, aux valeurs morales irréprochables, est devenu un vulgaire bandit totalement ignorant de sa vie antérieure, manipulé bien malgré lui par sa compagne vénéneuse. Lors d'une attaque contre une expédition de vikings du nord originaires du village de Thorgal, Kriss de Valnor épargne l'un d'eux à condition qu'il raconte bien à son retour que Thorgal Aegirsson était à la tête de la bande qui les a décimé. Lorsque le village l'apprend, Aaricia et Jolan sont stupéfaits, et le Thing les condamne au Wergeld, peine particulièrement lourde où Aaricia est marquée et bannie en plein hiver avec ses enfants... Ils font la connaissance de Darek et Lehla, enfants de bannis, mais Aaricia et Louve sont capturés et achetés comme esclaves par l'ignoble Kriss de Valnor qui tient enfin sa vengeance. Jolan, aidé de Darek, tentera tout pour libérer sa mère et sa sœur, mais en vain.
Thorgal-Shaïgan, las des pillages et des tueries imposés par Kriss, repousse sans cesse les départs des expéditions. Mais ses hommes, qui ont soif d'action, se révoltent contre lui et l'assassinent par traîtrise, avant de pousser Kriss au suicide. C'est alors qu'un homme blond mystérieux remonte le passé pour empêcher le pire et sauve Thorgal de justesse, et involontairement Kriss, avant de libérer Aaricia et Louve.
Shaïgan-Thorgal n'aime pas cette vie voulue par Kriss, et lorsqu'une vieille connaissance resurgit, lui rappelant son passé oublié, Thorgal-Shaïgan tente de partir à sa recherche. Mais Kriss ne l'entend pas ainsi et tente de l'arrêter par les armes, provoquant accidentellement sa mort. Thorgal-Shaïgan se réveille alors, surpris, en Asgard face à la puissante déesse Frigg, qui accepte de lui rendre son nom et sa vie d'avant à condition qu'il réalise une mission pour Odin. Le héros part dans le Jötunheim, le territoire interdit des Géants pour récupérer l'anneau Draupnir, et les dieux consentent alors à lui rendre son nom. Après avoir nargué Kriss une dernière fois, Thorgal Aegirsson part alors retrouver sa famille.
Thorgal débarque sur leur île de la mer grise, espérant retrouver naïvement sa famille. Mais il est assommé et enfermé dans une cage par une Aaricia rancunière, qui ne lui a pas pardonné sa longue absence et les souffrances qu'elle a enduré par sa faute. La réconciliation sera longue et difficile, surtout lorsque des bandits s'installent sur l'île, mais Thorgal finira par être accepté par sa famille.

### Les voyages vers le sud
Thorgal et les siens décident de quitter leur île, devenue peu sûre, et voguent vers le sud. Lorsqu'une tempête éclate, Thorgal se retrouve seul avec sa fille Louve, et accostent sur une île inconnue. Là, les habitants les prennent pour des démons et les enferment dans un monde souterrain où règne la terrible Arachnéa. La malédiction qui pèse sur l'île sera levée grâce à Louve.

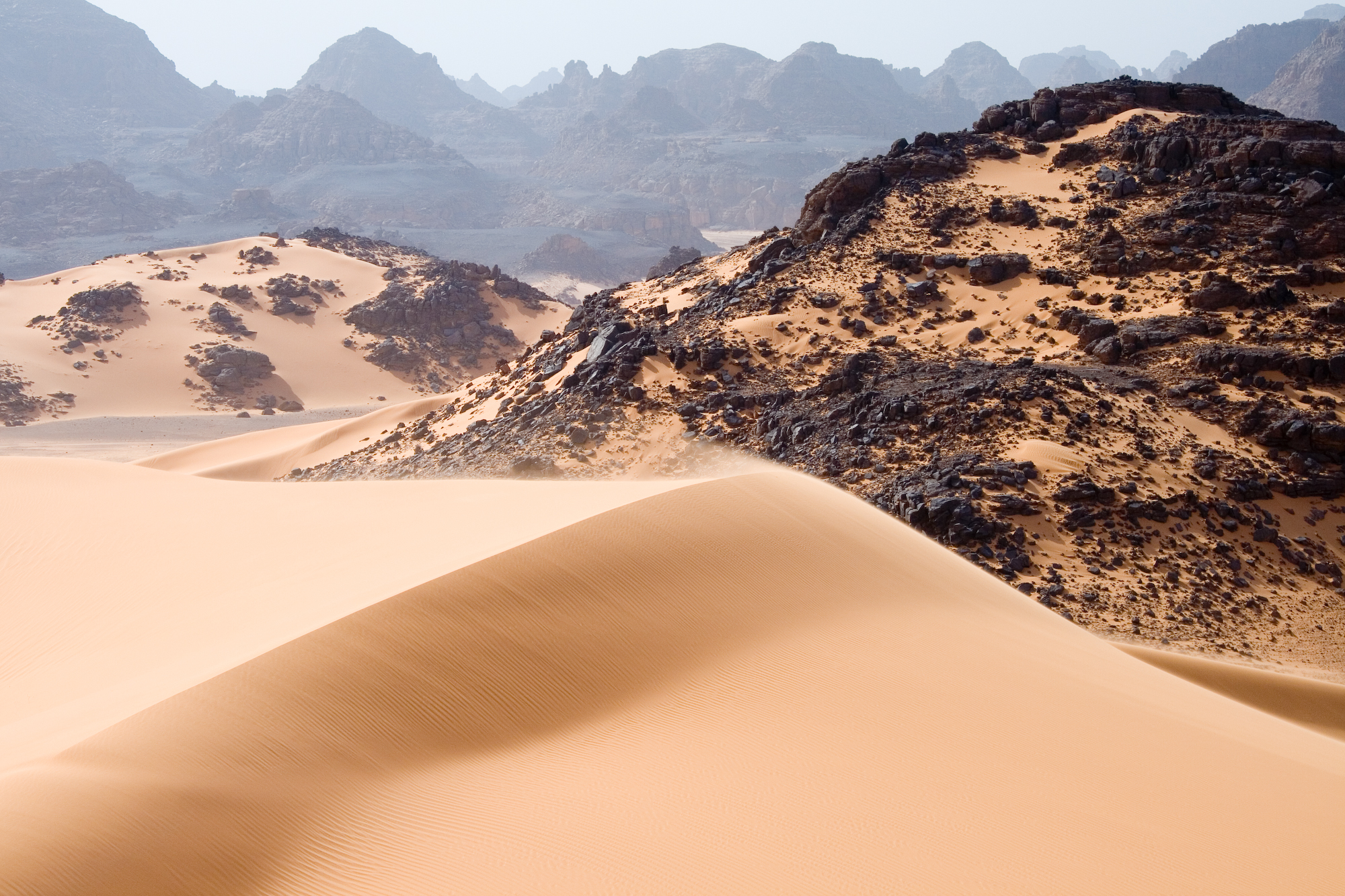
Le désert du Sahara, cadre des aventures du Royaume sous le sable, qui abriterait les ruines de la civilisation d'origine de Thorgal

La famille Aegirsson continue son voyage vers le sud, après avoir quitté à regrets Darek et Lehla, et débarque dans un royaume nord-africain en proie à une violente épidémie. Thorgal devra livrer une course contre le temps pour trouver un remède, et sauver les siens à temps, ainsi que toute la population du royaume.
La famille est perdue le long des côtes sahariennes lorsqu'elle est abordée par des gens étranges, que Thorgal identifie rapidement comme ceux de sa race, le peuple des étoiles. Ceux-ci lui montrent les restes de la splendide civilisation qui était la leur, avant le grand cataclysme qui les obligea à partir vers les étoiles. Thorgal parviendra à empêcher les rêves de conquête de leur chef, et la famille Aegirsson repart accompagnée de deux survivants de ce peuple, Ileniya et son frère Tiago.
Perdus dans le désert, les membres de la famille Aegirsson sont vendus comme esclaves à des dignitaires de l'Empire romain d'orient. La famille se retrouve au service d'un gouverneur de l'empire, et Thorgal est contraint de faire équipe avec le fils du gouverneur, particulièrement violent et sadique, pour préparer un tournoi. Ce dernier provoque la mort de Tiago, et empoisonne Thorgal, sur le point de remporter le tournoi, puis il est abattu par Ileniya avant qu'elle ne se donne la mort. Aaricia, Jolan et Louve sont rachetés à un nouveau propriétaire et Thorgal est laissé pour mort...
Finalement, Thorgal survit en vomissant une partie du poison, et s'enfuit en volant une barque, mais est toujours dans un état critique. Son corps est repêché au large des côtes illyriennes, et pris en charge par un médecin, avant d'être miraculeusement retrouvé par Jolan.
Aaricia, Jolan, Louve et Aniel font route vers le nord par l'intérieur des terres, en transportant Thorgal, toujours inconscient. Ils sont agressés par un seigneur local et sauvés par une vieille connaissance d'Aaricia, qui parvient aussi à réanimer Thorgal. Mais celui-ci et Jolan sont envoyés par Odin dans d'autres dimensions, où ils retrouveront la gardienne des clés. Thorgal apprend de son fils que Kriss de Valnor s'est sacrifiée pour leur permettre de rester en vie, et a eu un fils avec Thorgal, Aniel. Très affaibli par la maladie et les épreuves endurées, Thorgal est sauvé par son fils, avant d'être secourus par Manthor, un demi-dieu qui guérira définitivement Thorgal, en échange de plusieurs années de service de Jolan. Toute la famille finit enfin par se retrouver au village des vikings du nord. Un soir, Thorgal dit adieu à son fils, qui part rejoindre Manthor.

### À la recherche d'Aniel
Thorgal mène une vie paisible avec Aaricia, Louve et Aniel, chez les vikings du nord. Mais lorsque d'étranges mages rouges kidnappent Aniel, il est contraint de sortir de sa "retraite" pour reprendre du service.
Le héros les poursuivra à travers la Scandinavie hivernale, et rejoindra un convoi de marchands vikings orientaux, faisant ainsi la connaissance de Petrov. Il remonte ainsi la piste des ravisseurs jusqu'à Bag-Dadh.
Dans la cité, il apprend que Aniel est la réincarnation de Kahaniel de Valnor, le terrible maître des mages rouges.

## Arbre généalogique
|        |        |        |        |         |         |         |         |                    |                    |                    |                    |                    |                    |                 |                 |                 |                 |        |        |                 |                 |                 |                 |                 |                 |              |              |                      |                      |                      |                      | Xargos/Tanatloc      |                      |        |        |                        |                        |                        |                        |                        |                        |                |                |                   |                   |                   |                   |                   |                   |       |       |       |       |
|        |        |        |        |         |         |         |         |                    |                    |                    |                    |                    |                    |                 |                 |                 |                 |        |        |                 |                 |                 |                 |                 |                 |              |              |                      |                      |                      |                      |                      |                      |        |        |                        |                        |                        |                        |                        |                        |                |                |                   |                   |                   |                   |                   |                   |       |       |       |       |
| Vylnia | Vylnia | Vylnia | Vylnia | Vylnia  | Vylnia  |         |         | Kahaniel de Valnor | Kahaniel de Valnor | Kahaniel de Valnor | Kahaniel de Valnor | Kahaniel de Valnor | Kahaniel de Valnor |                 |                 | Olgave          | Olgave          | Olgave | Olgave | Olgave          | Olgave          |                 |                 | Varth/Ogotaï    | Varth/Ogotaï    | Varth/Ogotaï | Varth/Ogotaï | Varth/Ogotaï         | Varth/Ogotaï         |                      |                      | Haynée               | Haynée               | Haynée | Haynée | Haynée                 | Haynée                 |                        |                        | Gandalf-le-fou         | Gandalf-le-fou         | Gandalf-le-fou | Gandalf-le-fou | Gandalf-le-fou    | Gandalf-le-fou    |                   |                   | Kayla             | Kayla             | Kayla | Kayla | Kayla | Kayla |
| Vylnia | Vylnia | Vylnia | Vylnia | Vylnia  | Vylnia  |         |         | Kahaniel de Valnor | Kahaniel de Valnor | Kahaniel de Valnor | Kahaniel de Valnor | Kahaniel de Valnor | Kahaniel de Valnor |                 |                 | Olgave          | Olgave          | Olgave | Olgave | Olgave          | Olgave          |                 |                 | Varth/Ogotaï    | Varth/Ogotaï    | Varth/Ogotaï | Varth/Ogotaï | Varth/Ogotaï         | Varth/Ogotaï         |                      |                      | Haynée               | Haynée               | Haynée | Haynée | Haynée                 | Haynée                 |                        |                        | Gandalf-le-fou         | Gandalf-le-fou         | Gandalf-le-fou | Gandalf-le-fou | Gandalf-le-fou    | Gandalf-le-fou    |                   |                   | Kayla             | Kayla             | Kayla | Kayla | Kayla | Kayla |
|        |        |        |        |         |         |         |         |                    |                    |                    |                    |                    |                    |                 |                 |                 |                 |        |        |                 |                 |                 |                 |                 |                 |              |              |                      |                      |                      |                      |                      |                      |        |        |                        |                        |                        |                        |                        |                        |                |                |                   |                   |                   |                   |                   |                   |       |       |       |       |
|        |        |        |        |         |         |         |         |                    |                    |                    |                    |                    |                    |                 |                 |                 |                 |        |        |                 |                 |                 |                 |                 |                 |              |              |                      |                      |                      |                      |                      |                      |        |        |                        |                        |                        |                        |                        |                        |                |                |                   |                   |                   |                   |                   |                   |       |       |       |       |
|        |        |        |        | Manthor | Manthor | Manthor | Manthor | Manthor            | Manthor            |                    |                    | Kriss de Valnor    | Kriss de Valnor    | Kriss de Valnor | Kriss de Valnor | Kriss de Valnor | Kriss de Valnor |        |        |                 |                 |                 |                 |                 |                 |              |              | Thorgal Aegirsson    | Thorgal Aegirsson    | Thorgal Aegirsson    | Thorgal Aegirsson    | Thorgal Aegirsson    | Thorgal Aegirsson    |        |        | Aaricia Gandalfsdóttir | Aaricia Gandalfsdóttir | Aaricia Gandalfsdóttir | Aaricia Gandalfsdóttir | Aaricia Gandalfsdóttir | Aaricia Gandalfsdóttir |                |                | Björn Gandalfsson | Björn Gandalfsson | Björn Gandalfsson | Björn Gandalfsson | Björn Gandalfsson | Björn Gandalfsson |       |       |       |       |
|        |        |        |        | Manthor | Manthor | Manthor | Manthor | Manthor            | Manthor            |                    |                    | Kriss de Valnor    | Kriss de Valnor    | Kriss de Valnor | Kriss de Valnor | Kriss de Valnor | Kriss de Valnor |        |        |                 |                 |                 |                 |                 |                 |              |              | Thorgal Aegirsson    | Thorgal Aegirsson    | Thorgal Aegirsson    | Thorgal Aegirsson    | Thorgal Aegirsson    | Thorgal Aegirsson    |        |        | Aaricia Gandalfsdóttir | Aaricia Gandalfsdóttir | Aaricia Gandalfsdóttir | Aaricia Gandalfsdóttir | Aaricia Gandalfsdóttir | Aaricia Gandalfsdóttir |                |                | Björn Gandalfsson | Björn Gandalfsson | Björn Gandalfsson | Björn Gandalfsson | Björn Gandalfsson | Björn Gandalfsson |       |       |       |       |
|        |        |        |        |         |         |         |         |                    |                    |                    |                    |                    |                    |                 |                 |                 |                 |        |        |                 |                 |                 |                 |                 |                 |              |              |                      |                      |                      |                      |                      |                      |        |        |                        |                        |                        |                        |                        |                        |                |                |                   |                   |                   |                   |                   |                   |       |       |       |       |
|        |        |        |        |         |         |         |         |                    |                    |                    |                    |                    |                    |                 |                 |                 |                 |        |        |                 |                 |                 |                 |                 |                 |              |              |                      |                      |                      |                      |                      |                      |        |        |                        |                        |                        |                        |                        |                        |                |                |                   |                   |                   |                   |                   |                   |       |       |       |       |
|        |        |        |        |         |         |         |         |                    |                    |                    |                    |                    |                    |                 |                 |                 |                 |        |        | Aniel de Valnor | Aniel de Valnor | Aniel de Valnor | Aniel de Valnor | Aniel de Valnor | Aniel de Valnor |              |              | Louve Thorgalsdóttir | Louve Thorgalsdóttir | Louve Thorgalsdóttir | Louve Thorgalsdóttir | Louve Thorgalsdóttir | Louve Thorgalsdóttir |        |        | Jolan Thorgalsson      | Jolan Thorgalsson      | Jolan Thorgalsson      | Jolan Thorgalsson      | Jolan Thorgalsson      | Jolan Thorgalsson      |                |                |                   |                   |                   |                   |                   |                   |       |       |       |       |